# Závod míru 1987

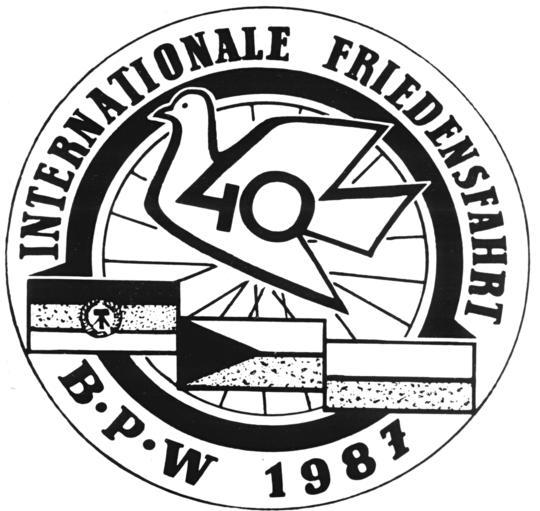
Logo závodu

Závod míru 1987 byl jubilejním čtyřicátým ročníkem Závodu míru, amatérského mezinárodního etapového závodu v silniční cyklistice. Jel se od 8. května do 23. května 1987 na trase z Berlína přes Prahu do Varšavy, která měřila celkově 1987 kilometrů. Měl čtrnáct etap a prolog. Zúčastnilo se 156 závodníků z rekordních 26 zemí, závod dokončilo 116 z nich.
Vítězem celkové klasifikace se stal Uwe Ampler z Německé demokratické republiky, syn Klause Amplera, vítěze z roku 1963. Bylo to první ze tří Amplerových prvenství na Závodě míru. Tým NDR zvítězil také v soutěži družstev. Úroveň tohoto ročníku byla hodnocena vysoko: na startu se sešla kvalitní konkurence, závod byl vyrovnaný a jezdce prověřil náročný terén i nepřízeň počasí.
Zklamáním byly výkony československých cyklistů: nejlépe z nich skončil Jozef Regec na šestnáctém místě, v soutěži družstev byla ČSSR sedmá, nejlepším etapovým umístěním byla třetí příčka Antona Novosada v předposlední etapě. Václav Toman v osmé etapě závod pro vyčerpání vzdal. To byla nejhorší bilance od roku 1962. Příčiny se hledaly v příliš úzké domácí závodnické základně: nepodařilo se překonat ztrátu tradičních opor (Michal Klasa ukončil kariéru, Jiří Škoda a Milan Jurčo přestoupili k profesionálům, Roman Kreuziger se zaměřil na cyklokros a Luděk Štyks s Vladimírem Kozárkem v přípravě onemocněli), a jejich nástupci nedokázali udržet krok se světovou špičkou. Reprezentační trenér Kamil Haťapka konstatoval: „Nemůžeme se na nic vymlouvat, družstvo, které zde jede, prostě na víc nemá.“

## Vítězové etap
- Prolog (Berlín, 7 km): Vasilij Ždanov (SSSR)
- 1. etapa (kritérium v Berlíně, 108 km): Olaf Ludwig (NDR)
- 2. etapa (Berlín – Magdeburg, 172 km): Uwe Raab (NDR)
- 3. etapa (Magdeburg – Gera, 186 km): Morten Sæther (Norsko)
- 4. etapa (kritérium v Geře, 56 km): Olaf Ludwig (NDR)
- 5. etapa (Gera – Most, 168 km): Johannes Draaijer (Nizozemsko)
- 6. etapa (Most – Praha, 152 km): William Bishop (USA)
- 7. etapa (Praha – Pardubice, 148 km): Džamolidin Abdužaparov (SSSR)
- 8. etapa (Pardubice – Harrachov, 158 km): Uwe Ampler (NDR)
- 9. etapa (časovka jednotlivců v Harrachově, 22 km): Uwe Ampler (NDR)
- 10. etapa (Harrachov – Karpacz, 128 km): Uwe Ampler (NDR)
- 11. etapa (Karpacz – Lehnice, 160 km): Džamolidin Abdužaparov (SSSR)
- 12. etapa (Lehnice – Vratislav, 180 km): Johannes Draaijer (Nizozemsko)
- 13. etapa (Olešnice – Lodž, 184 km): Remig Stumpf (NSR)
- 14. etapa (Lodž – Varšava, 158 km): Džamolidin Abdužaparov (SSSR)

## Celkové pořadí

### Jednotlivci
- 1. Uwe Ampler (NDR) 48:45,41
- 2. Petar Petrov (Bulharsko) +1,47
- 3. Andrzej Mierzejewski (Polsko) +2,44
- 4. Džamolidin Abdužaparov (SSSR) +4,08
- 5. Zenon Jaskuła (Polsko) +4,43
- 6. Morten Sæther (Norsko) +4,55
- 7. Jens Heppner (NDR) +5,00
- 8. Dmitrij Konyšev (SSSR) +5,03
- 9. Vladimir Pulnikov (SSSR) +5,48
- 10. Mario Kummer (NDR) +5,57
- 11. Uwe Raab (NDR) +6,24
- 12. Nenčo Stajkov (Bulharsko) +8,37
- 13. Silvano Lorenzon (Itálie) +9,03
- 14. Johannes Draaijer (Nizozemsko) +9,22
- 15. Olaf Lurvik (Norsko) +9,27
- 16. Jozef Regec (ČSSR) +9,35
- 17. Pjotr Ugrjumov (SSSR) +10,19
- 18. Tom Cordes (Nizozemsko) +10,23
- 19. Asjat Saitov (SSSR) +11,20
- 20. Olaf Ludwig (NDR) +12,16

...
- 24. Otokar Fiala (ČSSR) + 15,25
- 30. Anton Novosad (ČSSR) + 20,56
- 31. Libor Matějka (ČSSR) + 21,40
- 94. Milan Jonák (ČSSR) + 2,06,11
- Václav Toman (ČSSR) nedokončil

### Družstva
- 1. NDR
- 2. SSSR
- 3. Polsko
- 4. Norsko
- 5. Nizozemsko
- 6. Bulharsko
- 7. ČSSR
- 8. NSR
- 9. USA
- 10. Itálie

### Ostatní trikoty
- fialový trikot (nejaktivnější jezdec): Olaf Ludwig
- zelený trikot (nejlepší vrchař): Uwe Ampler
- bílý trikot (nejlepší spurtér): Uwe Raab
- růžový trikot (nejvšestrannější jezdec): Uwe Ampler